# 城陽市立寺田小学校
城陽市立寺田小学校（じょうようしりつ てらだしょうがっこう）は、京都府城陽市寺田北山田にある公立小学校。

## 概要
城陽市中心部を校区とする小学校で、明治時代からの歴史を誇っている。JR奈良線 城陽駅に隣接している。

## 沿革
- 1873年（明治6年）4月 - 創立
- 1941年（昭和16年）4月 - 国民学校令により、寺田国民学校へ改称
- 1947年（昭和22年）4月 - 学制改革により、寺田小学校へ改称
- 1951年（昭和26年）4月 - 城陽町成立に伴い城陽町立寺田小学校へ改称
- 1959年（昭和34年）5月 - 障害児学級設置
- 1964年（昭和39年）4月 - ミルク給食開始
- 1967年（昭和42年）6月 - 完全給食開始
- 1969年（昭和44年）4月 - 校内に城陽町立久世小学校開校
- 1969年（昭和44年）9月 - 久世小学校を新校舎（久世小学校の現在地）に移転
- 1972年（昭和47年）4月 - 城陽町立今池小学校分離
- 1972年（昭和47年）5月 - 市制施行に伴い城陽市立寺田小学校へ改称
- 1976年（昭和51年）4月 - 城陽市立寺田南小学校開校
- 1977年（昭和52年）8月 - プール完成
- 1979年（昭和54年）3月 - 校舎・体育館を増築
- 1984年（昭和59年）3月 - 校地を拡大、校舎を増築
- 1985年（昭和60年）9月 - 北校舎の大規模改修工事完了
- 1999年（平成元年）10月 - 中校舎の大規模改修工事完了
- 1998年（平成10年）4月 - 焼却炉廃止に伴いシュレッダー設置
- 1998年（平成10年）8月 - 特別教室等にエアコンを設置
- 1999年（平成11年）3月 - インターネット環境を整備
- 1999年（平成11年）8月 - 大規模改造工事完成
- 2002年（平成14年）3月 - ADSL、防犯システムを設置
- 2004年（平成16年）3月 - 普通教室に緊急通報システムを設置
- 2006年（平成18年）12月 - 耐震診断調査を実施
- 2007年（平成19年）4月 - AED（自動体外式除細動器）を配置
- 2008年（平成20年）8月 - シャワー設備工事が完成
- 2017年5月 - エアコン設置工事が竣工

## 主な進学先
- 城陽市立城陽中学校

## 周辺施設
- JR奈良線 城陽駅

## 交通
- 近鉄京都線 寺田駅下車 東北東へ約800m
- JR奈良線 城陽駅下車 西へすぐ

## 著名な出身者
- 玉山鉄二（俳優）

## 通学区域が隣接している学校
- 城陽市立寺田南小学校
- 城陽市立寺田西小学校
- 城陽市立久津川小学校
- 城陽市立久世小学校
- 城陽市立深谷小学校